# Fiqri Dine

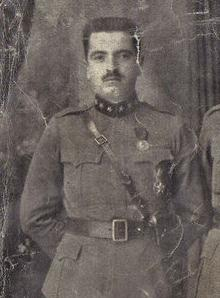
Fiqri Dine

Oberst Fiqri oder Fikre Dine (* 3. August 1897 bei Debar, Osmanisches Reich (heute Nordmazedonien); † 26. November 1960 in Brüssel) war eine albanische Militärperson und Ministerpräsident Albaniens im Zweiten Weltkrieg unter deutscher Besatzung. Er war Mitglied der Balli Kombëtar.

## Leben
Fiqri Dine war das Familienoberhaupt des sunnitisch-moslemischen Dine-Clans aus Debar.
Oberst Fiqri Dine wurde am 18. Juli 1944 Ministerpräsident Albaniens. Er war beeinflusst von den Ideen Mehdi Bej Frashëris und Abaz Kupis. Frashëri nutzte Dines Verbindungen zur Legaliteti, um dessen Vorsitzenden Kupi in die Regierung miteinzubeziehen. Nachdem Generalkonsul Martin Schliep und Josef Fitzthum, Beauftragter des Reichsführers SS für Albanien, Besorgnis über Dines’ Kontakte zu den Alliierten geäußert hatten, wurde er am 29. August nach nur 43 Tagen abgesetzt.
Nach dem Krieg arbeitete Fiqri Dine zusammen mit Muharrem Bajraktari für das Albanische Komitee in Paris. Dine floh von Jugoslawien in das Königreich Griechenland. Er starb im Jahre 1960 in Belgien.